# Берег його життя
«Берег його життя» (рос. «Берег его жизни») — радянський трисерійний історико-біографічний художній телефільм 1984 року про життя українського вченого і мандрівника Миколи Миколайовича Миклухо-Маклая.

## Сюжет
Фільм розповідає історію життя відомого українського вченого, дослідника, мандрівника і першопрохідника Миколи Миколайовича Миклухо-Маклая. У фільмі показані найцікавіші моменти з життя вченого і його подорожей.
Миклухо-Маклай першим висаджується на Новій Гвінеї, знайомиться з аборигенами, їх звичаями. Серед племен Нової Гвінеї Миклухо-Маклай живе кілька років. Вчений також закохується в дочку віце-президента Австралії, у фільмі показана історія взаємин Миклухо-Маклая і його коханої.

## У ролях
- Юрій Соломін — Микола Миколайович Миклухо-Маклай
- Людмила Титова — Маргарет
- Всеволод Сафонов — Джон Робертсон
- Євген Самойлов — Петро Петрович Семенов-Тянь-Шанський
- Еммануїл Віторган — Мактон
- Олександр Голобородько —  Мещерський
- Борис Іванов —  Маклей
- Руфіна Ніфонтова —  Катерина Семенівна, мати Миклухо-Маклая
- Ігор Горбачов — Боткін
- Євген Весник — фінансист
- Володимир Кенігсон — Вільсон
- Олександр Вокач —  Дмитро Толстой
- Олег Куценко —  Михайло Миколайович, молодший брат Миклухо-Маклая
- Микола Верещенко — Володимир Миколайович, молодший брат Миклухо-Маклая
- Петро Складчиков — Сергій Миколайович, старший брат Миклухо-Маклая
- В'ячеслав Єзепов — Гірс
- Олена Антонова — Маша
- Алла Євдокимова — Олександра Федорівна
- Лев Золотухін — імператор Олександр III
- Ерменгельд Коновалов — Туй
- Дмитро Писаренко — Фінш
- Павло Кашлаков — Назімов
- Микола Федорцов — Новосильський
- Варвара Розаліон-Сошальська

## Знімальна група
- Режисер-постановник — Юрій Соломін
- Сценаристи — Ігор Болгарин, Віктор Смирнов
- Оператор-постановник — Віктор Крутін
- Композитор — Григорій Фрид
- Художник-постановник — Наталія Ієвлєва
- Режисер: Петро Ясинський
- Художник по костюмах: Віолетта Ткач
- Редактор: Євгенія Рудих
- Директор фільму: Феодосія Вишнякова